# 丰特莱斯皮诺德莫亚
丰特莱斯皮诺德莫亚，是西班牙卡斯蒂利亚-拉曼恰昆卡省的一个市镇。总面积66平方公里，总人口145人（2001年），人口密度2人/平方公里。